# توماسو كاساريلى
توماسو كاساريلى (بالإيطالية: Tommaso Ceccarelli) (18 مارس 1992 بروما في إيطاليا - ) هو لاعب كرة قدم إيطالي في مركز الوسط. لعب مع نادي لاتسيو وL'Aquila 1927 ‏ ونادي فيرالبيسالو ويوفي ستابيا ولانشانو كالتشيو 1920 ‏.

## وصلات خارجية
- توماسو كاساريلى على موقع قاعدة بيانات كرة القدم.إي يو (الإنجليزية)
- توماسو كاساريلى على موقع Soccerway.com (الإنجليزية)
- توماسو كاساريلى على موقع AS.com (الإسبانية)